# Лабо, Лили
Лили Лабо (англ. Lily Labeau), настоящее имя — Лейси Донован (англ. Lacy Donovan; род. 20 января 1991, Сиэтл, Вашингтон) — американская порноактриса, BDSM-модель и модель.

## Ранняя жизнь
Лили родилась в Вашингтоне, но в девять лет переехала с родителями в Аризону.

## Карьера в порнофильмах
Она начала работать моделью в 2009 году. Дебют в порноиндустрии произошёл несколько месяцев спустя, в октябре 2009 года. Она также появилась на нескольких японских AV фильмах.

## Интересные факты
- Другие сценические имена: Lily La Beau, Lily LaBeau, Lily Luvs.
- Актриса имеет пирсинг в сосках и языке.

## Фильмография

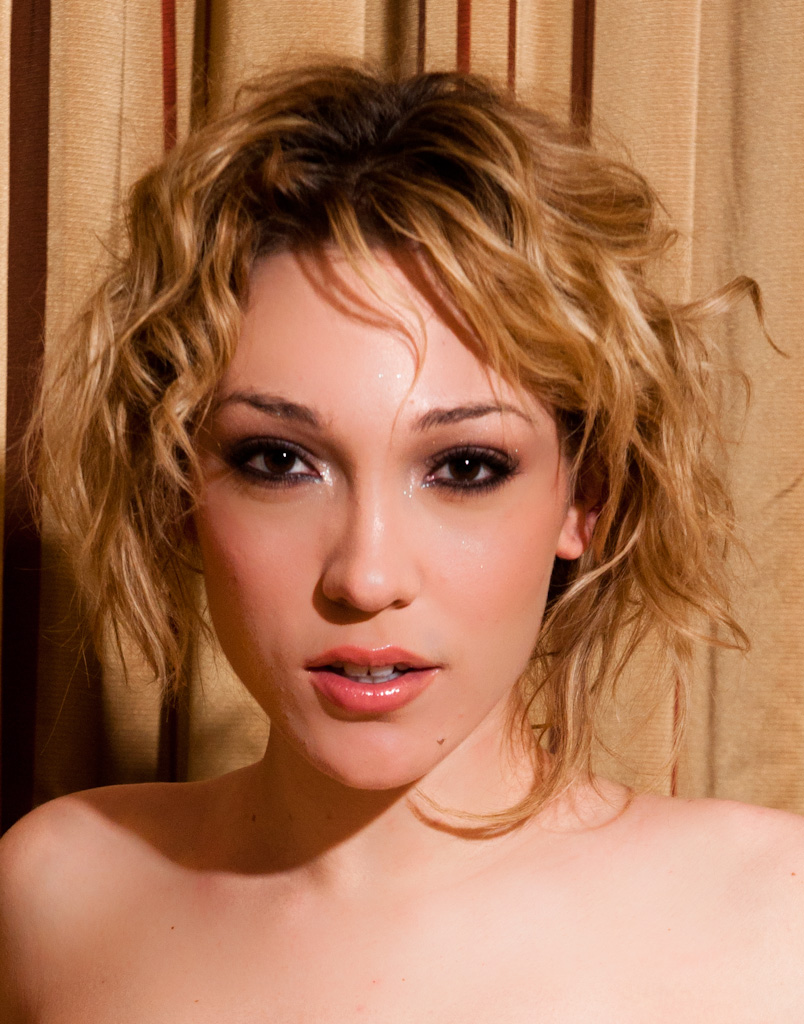

2009
- Teen Idol 7
- I Fuck for Money 2
- Full Service Detail

2010
- The Connection
- Suck It Dry 8
- Shot Glasses 4
- She’s Stretched to the Max
- I Fuck Myself
- Black Cock Addiction 9
- Fuck My Mom & Me 12
- I Love Big Toys 28
- Mother-Daughter Exchange Club 13
- To Protect and to Serve
- Lesbian House Hunters 4
- Legs Up Hose Down
- Girl Talk

2011
- Band of Bastards 2
- Band of Bastards 3

## Премии и номинации

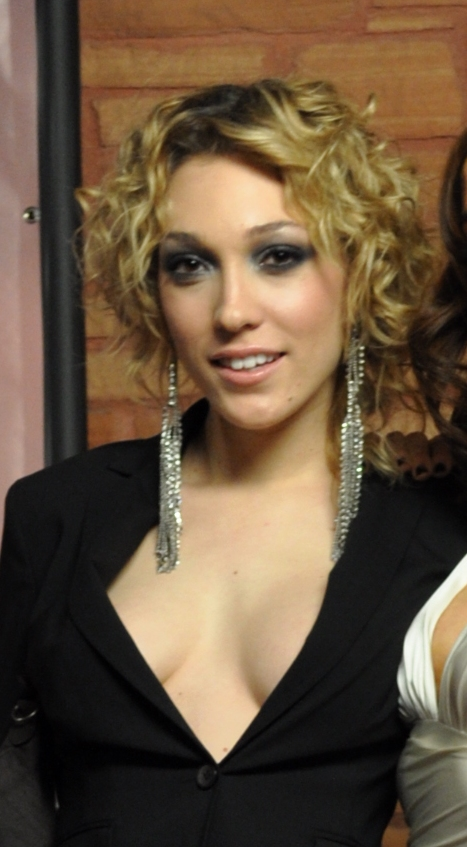
Лабо на церемонии вручения AVN Awards, 2011 год

- 2011 номинация на XRCO Award — Лучшая новая старлетка[5]
- 2012 номинация на Urban X — Лучшая сцена триолизма — The Baby Sitters Gang (вместе с Эшли Орион и LT)
- 2012 номинация на XBIZ Award — Female Performer of the Year[6]
- 2012 номинация на XBIZ Award — Supporting Acting Performance of the Year, Female — Taxi Driver: A Pleasure Dynasty Parody[6]
- 2012 номинация на AVN Award — Best Actress — The Incredible Hulk XXX: A Porn Parody[7]
- 2012 номинация на AVN Award — Female Performer of the Year[7]
- 2012 номинация на AVN Award — Most Outrageous Sex Scene — The Incredible Hulk XXX: A Porn Parody[7]
- 2012 номинация на AVN Award — Best Supporting Actress — Pervert[7]
- 2012 номинация на AVN Award — Best Boy/Girl Sex Scene — Pervert[7]
- 2012 номинация на AVN Award — Best Girl/Girl Sex Scene — Prison Girls[7]
- 2013 номинация на XBIZ Award — Female Performer of the Year[8]
- 2013 победитель XBIZ Award — Best Actress (Feature Movie) — Wasteland[9]
- 2013 номинация на XBIZ Award — Best Actress of the Year (Parody) — This Ain’t Nurse Jackie XXX[8]
- 2013 победитель XBIZ Award — Best Scene (Feature Movie) — Wasteland[9]
- 2013 номинация на AVN Award — Best Actress of the Year — Wasteland[10]
- 2013 номинация на AVN Award — Female Performer of the Year[10]
- 2013 номинация на XRCO Award — Best Actress of the Year — Wasteland[11]